# My Past
My Past is een film uit 1931 onder regie van Roy Del Ruth. De film is gebaseerd op het boek Ex-Mistress. De film zou in eerste instantie dezelfde titel hebben, maar dit ging in deze tijd te ver.

## Verhaal
De film gaat over Dora Macy, een ster uit het toneel die geniet van de geschenken van de rijke vrijgezel John Thornley. Ze wordt echter verliefd op zijn jongere getrouwde collega Robert Byrne. Ze krijgt er al snel spijt van tussen Byrne en zijn vrouw te komen. Ze wil het land en haar verleden achter zich laten, maar Thornley denkt dat Dora beter geschikt is voor Byrne, en probeert hen bij elkaar te krijgen.

## Rolverdeling
| Acteur           | Personage               |
| ---------------- | ----------------------- |
| Bebe Daniels     | Miss Doree Macy         |
| Lewis Stone      | Mr. John Thornley       |
| Ben Lyon         | Robert 'Bob' Byrne      |
| Joan Blondell    | Marion Moore            |
| Natalie Moorhead | Consuelo 'Connie' Byrne |